# ラット
ラットは実験動物の一種。野生のドブネズミ（Rattus norvegicus）を改良して作られた実験用の飼養変種である。改良品種のファンシーラットは愛玩用としても飼育される。

## 概要
英語の「mouse」は、ハツカネズミなどの小型ネズミ類を表す。それに対して、英語の「rat」は、クマネズミ属をはじめとする比較的大型のネズミ類を指す。日本語の「ラット」は上記の意味で用いられることが多い。逆に、動物実験関連以外の翻訳文献で「ラット」と訳されているのはしばしば、クマネズミ属の総称のことがある。
ラットは、ハツカネズミの飼養変種であるマウスと同様、医学や生物学（特に行動学）の分野でモデル生物として用いられる。アルビノのものがよく用いられる。多くの系統が維持されているが、これらは遺伝子導入系統などではなく、遺伝的背景の違いを持ったものである。
実験系統の1つである「brown norway」のゲノムの90%が解読され、2004年4月の『ネイチャー』に報告された。哺乳類では、ハツカネズミとヒトに次いで3番目となる。ラットのゲノムは約2.75Gbpで、ヒトの2.9Gbpと近い。ハツカネズミは約2.6Gbp。これら3種は、遺伝子の数もほぼ同程度だと考えられている。ヒトの疾患や哺乳類の進化を解き明かす手がかりとなることが期待されている。

## 他の代表的な実験動物
- ハツカネズミ（マウス）
- テンジクネズミ（モルモット）